# Łuskowiec olbrzymi
Łuskowiec olbrzymi, pangolin olbrzymi (Smutsia gigantea) – ssak łożyskowy zaliczany do łuskowców. Zwierzę to zagrożone jest przez niszczenie siedlisk, oraz przez polowanie dla mięsa znane jako bushmeat hunting. Występuje w lasach tropikalnych i na sawannie od zachodniej Afryki do Ugandy. Jest to gatunek o nocnym i samotniczym trybie życia. Jest dość dużym gatunkiem, wyposażonym z pazury, gruby ogon a także charakterystyczne łuski na ciele oraz wydłużony język. Cechują się dość powolnym metabolizmem. Ekologia przestrzenna jest słabo zbadana. Dostępność siedlisk może być różna w zachodniej i środkowej Afryce.